# Дон Антониу де Розарио
Дом Антонио де Розарио (порт. Dom Antonio de Rozario; бенг. দোম আন্তোনিও দো রোজারিও; около 1643—1695) — католический миссионер, бенгальский писатель. Автор первого печатного прозаического произведения на бенгальском языке и первой книги, переведённой на европейский язык с бенгальского языка.
Родился около 1643 года в Бхушане (на территории современных округов Джессор и Фаридпур) в семье бенгальского землевладельца из королевского рода Брушна (другой вариант — Бушна, Бхушна). Его бенгальское имя неизвестно.
В 1663 году был похищен португальскими пиратами и переправлен в Аракан (современная провинция Ракхайн, Мьянма) для продажи на рабовладельческом рынке. Его выкупил португальский священник из монашеского ордена августинцев Мануэль де Розарио, от которого он принял христианство с именем Дон Антониу де Розарио.
В 1666 году возвратился в Бхушану, где стал проповедовать христианство. Обратил в католицизм свою жену, родных и подданных из своего поместья численностью около 20 — 30 тысяч человек. Построил церковь во имя святого Николая Толетино и католическую миссию в селении Кошаванга, которые позже переправил в деревню Нагори (современный район Бхавал-Паргана в Дакке).
Умер в 1695 году.
Сочинение
Написал и издал сочинение, ставшее первым печатным прозаическим произведением на бенгальском языке. Сочинение представляет собой религиозный диспут между брахманом и католиком. Сегодня это сочинение объёмом в 120 страниц известно под английским наименованием «Brahman Roman Catholic Sambad» (другой вариант — «Argument and dispute upon the law between a Roman Catholic and Brahman»).
Произведение на португальский язык перевёл автор первой грамматики бенгальского языка Мануэль да Ассумпсан (Manuel da Assumpção). Книгу издал в 1743 году Франциску да Силва в Лиссабоне.
В 1937 году Калькуттский университет выпустил репринтное издание под наименованием «Argument and dispute upon the law between a Roman Catholic and Brahman».